# Chenoa Christ
Chenoa Christ (* 14. November 2000 in Wiesbaden) ist eine deutsche Beachvolleyballspielerin.

## Leben
Christs Mutter ist Innenarchitektin. Ausgebildet wurde Christ im Sportinternat beim Pascal-Gymnasium Münster ausgebildet. 2015 und 2016 spielte sie mit Anna Thuernagel verschiedene Nachwuchsturniere. 2017 bildete sie ein Duo mit Hanna-Marie Schieder. Bei der U18-Europameisterschaft in Kasan, der Hauptstadt der Republik Tatarstan in Russland, wurden Christ/Schieder Neunte. 2018 spielte Christ mit wechselnden Partnerinnern. Auf der Techniker Beach Tour 2018 spielte sie mit Julia Wenzel die Qualifikation in Münster, Nürnberg und Sankt Peter-Ording. Dazwischen kam sie mit Teresa Mersmann in Düsseldorf auf den 13. Platz. Auch 2019 stand sie mit verschiedenen Partnerinnen auf dem Feld. Mit Anna-Lena Grüne gewann sie die deutsche U20-Meisterschaft. Mit Antonia Bartholome belegte sie bei der Techniker Beach Tour 2019 in Zinnowitz den 13. Platz.
2020 spielte sie als Ersatzspielerin in der Beach-Liga zwei Tage mit Karla Borger. Anschließend nahm sie mit Hannah Ziemer an den Qualifikationsturnieren der Comdirect Beach Tour 2020 in Düsseldorf und Hamburg teil. Als Nachrücker qualifizierten sich Christ/Ziemer dabei für die deutsche Meisterschaft 2020, überstanden aber in Timmendorfer Strand die Vorrunde nicht. Bei der ersten Ausgabe der German Beach Trophy in Düsseldorf schieden sie sieglos nach der Hauptrunde aus. Mit Anna-Lena Grüne belegte Christ anschließend bei der U22-Europameisterschaft in Izmir den neunten Platz.
Im belgischen Leuven erreichten Christ/Grüne beim 1-Stern-Turnier der FIVB World Tour 2021 Platz zwei. Auf der German Beach Tour 2021 qualifizierte sich Christ an der Seite von Lisa-Sophie Kotzan für die deutsche Meisterschaft, bei der sie sieglos nach der Vorrunde ausschied. Auf der neugeschaffenen World Pro Tour 2022 belegten Christ/Grüne beim Future-Turnier im österreichischen Baden Platz drei. Mit Lisa-Sophie Kotzan qualifizierte sich Christ auf der German Beach Tour 2022 erneut für die deutsche Meisterschaft, bei der sie Platz sieben erreichte.
Ende Dezember 2022 stand Christ zusammen mit ihrer neuen Partnerin Kim van de Velde im Endspiel des Future-Turniers in Den Haag, in dem sie gegen das niederländische Duo Brecht Piersma / Emi van Driel unterlag. Auf der German Beach Tour 2023 erreichten Christ / van de Velde der Sieg beim ersten Tourstopp in Bremen den ersten Platz, was den ersten Sieg auf der deutschen Tour für Chenoa Christ bedeutete. Nach einem dritten Platz beim zweiten Turnier in Bremen gewannen Christ / van de Velde auch das Turnier in Hamburg. Weitere Platzierungen waren zweimal Platz zwei in Düsseldorf, Platz drei in München sowie Platz sieben in Berlin. Anfang September erreichten sie bei der deutschen Meisterschaft Platz fünf.
Ende 2023 zog Christ von Witten in Nordrhein-Westfalen nach Hamburg und studiert seitdem nebenbei an der Akademie der Polizei Hamburg. 2024 spielte Christ wieder erneut mit der Partnerin Anna-Lena Grüne und siegte gleich beim ersten Future-Turnier in Nuvali. Im Juni/Juli konnten die beiden Deutschen den Erfolg bei den Future-Turnieren in Messina und in Rakvere wiederholen. Bei der Deutschen Meisterschaft 2024 erreichten Christ/Grüne Platz fünf. Mit Melanie Paul und Hanna-Marie Schieder spielte Christ Ende 2024 auf höherwertigen Turnieren der World Pro Tour 2024.
2025 ist die 16-jährige Anna-Chiara Reformat ihre Partnerin auf nationalen Turnieren. Auf der German Beach Tour 2025 wurden Christ/Reformat Dritte beim zweiten Turnier in Düsseldorf und auf der 2. German Beach Tour auf Norderney ebenfalls Dritte. Ende Juli starteten Christ/Reformat auf der Europameisterschaft in Düsseldorf, schieden allerdings nach zwei Niederlagen in der Vorrunde aus.
Christ ist mit dem Beachvolleyballer Robin Sowa verlobt.